# Hymenolobium
Pour les articles homonymes, voir Angelim.
Genre
Classification phylogénétique
Hymenolobium, aussi connu sous son nom brésilien d’Angelim, est un genre de plantes à fleurs dicotylédones de la famille des Fabaceae (légumineuses), sous-famille des Faboideae, qui comprend une quinzaine d'espèces acceptées. Ce sont des arbres originaires des régions tropicales d'Amérique centrale et d'Amérique du Sud.
En Guyane, on nomme certaines espèces du genre « saint-martin jaune » (ou saint-martin gris).
Ce sont des arbres de grande taille, généralement émergents au-dessus de la canopée, qui se rencontrent dans les forêts pluviales tropicales en plaine. Ils sont exploités pour leur bois, commercialisé comme bois d'œuvre sous le nom d'« angelim ».
Comme l'ont montré Darlyne Murawski et F. Hallé, le saint-martin jaune peut subir des mutations somatiques, et peut donc posséder plusieurs génotypes, chacun correspondant à un groupe de branches.

## Liste d'espèces
Selon The Plant List (18 décembre 2018) :
- Hymenolobium alagoanum Ducke
- Hymenolobium elatum Ducke
- Hymenolobium excelsum Ducke
- Hymenolobium flavum Kleinhoonte
- Hymenolobium grazielanum Lima
- Hymenolobium heringeranum Rizzini
- Hymenolobium heterocarpum Ducke
- Hymenolobium janeirense Kuhlm.
- Hymenolobium mesoamericanum H.C.Lima
- Hymenolobium modestum Ducke
- Hymenolobium nitidum Benth.
- Hymenolobium petraeum Ducke
- Hymenolobium pulcherrimum Ducke
- Hymenolobium sericeum Ducke
- Hymenolobium velutinum Ducke